# Stortjärnen (Klövsjö socken, Jämtland)
Stortjärnen är en sjö i Bergs kommun i Jämtland och ingår i Ljungans huvudavrinningsområde. Sjön har en area på 0,355 kvadratkilometer och ligger 384,1 meter över havet.

## Delavrinningsområde
Stortjärnen ingår i det delavrinningsområde (694124-142456) som SMHI kallar för Inloppet i Kvarntjärnen. Medelhöjden är 461 meter över havet och ytan är 13,97 kvadratkilometer. Det finns inga avrinningsområden uppströms utan avrinningsområdet är högsta punkten. Kvarnån som avvattnar avrinningsområdet har biflödesordning 2, vilket innebär att vattnet flödar genom totalt 2 vattendrag innan det når havet efter 207 kilometer. Avrinningsområdet består mestadels av skog (77 procent). Avrinningsområdet har 0,33 kvadratkilometer vattenytor vilket ger det en sjöprocent på 2,4 procent.